# Batu Kuta
Batu Kuta is een bestuurslaag in het regentschap West-Lombok van de provincie West-Nusa Tenggara, Indonesië. Batu Kuta telt 3309 inwoners (volkstelling 2010).